# Новий Острів
Но́вий О́стрів — село в Україні, у Самбірському районі Львівської області. Населення становить 158 осіб. Орган місцевого самоврядування — Рудківська міська рада.

## Історія
1 липня 1926 р. з сільської гміни (громади) Погірці Рудківського повіту вилучено присілок Острів Погорецький і утворено самостійну сільську гміну Острів Новий.
1 серпня 1934 р. внаслідок адміністративної реформи сільська громада була включена до об’єднаної сільської гміни Погірці.
На 1.01.1939 в селі з 460 жителів було 110 українців, 340 поляків і 10 євреїв.

## Галерея

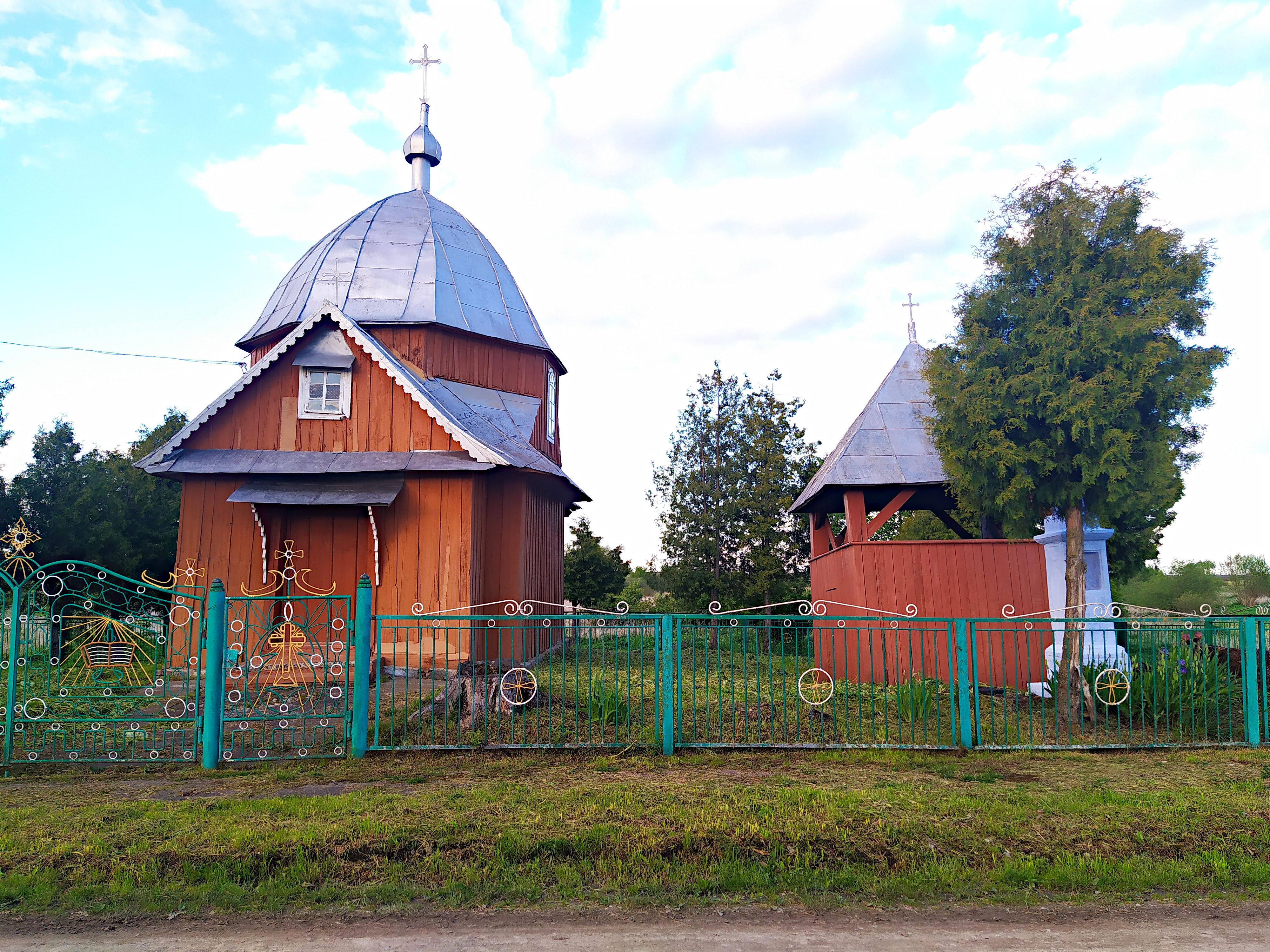
Церква св. Архистратига Михаїла
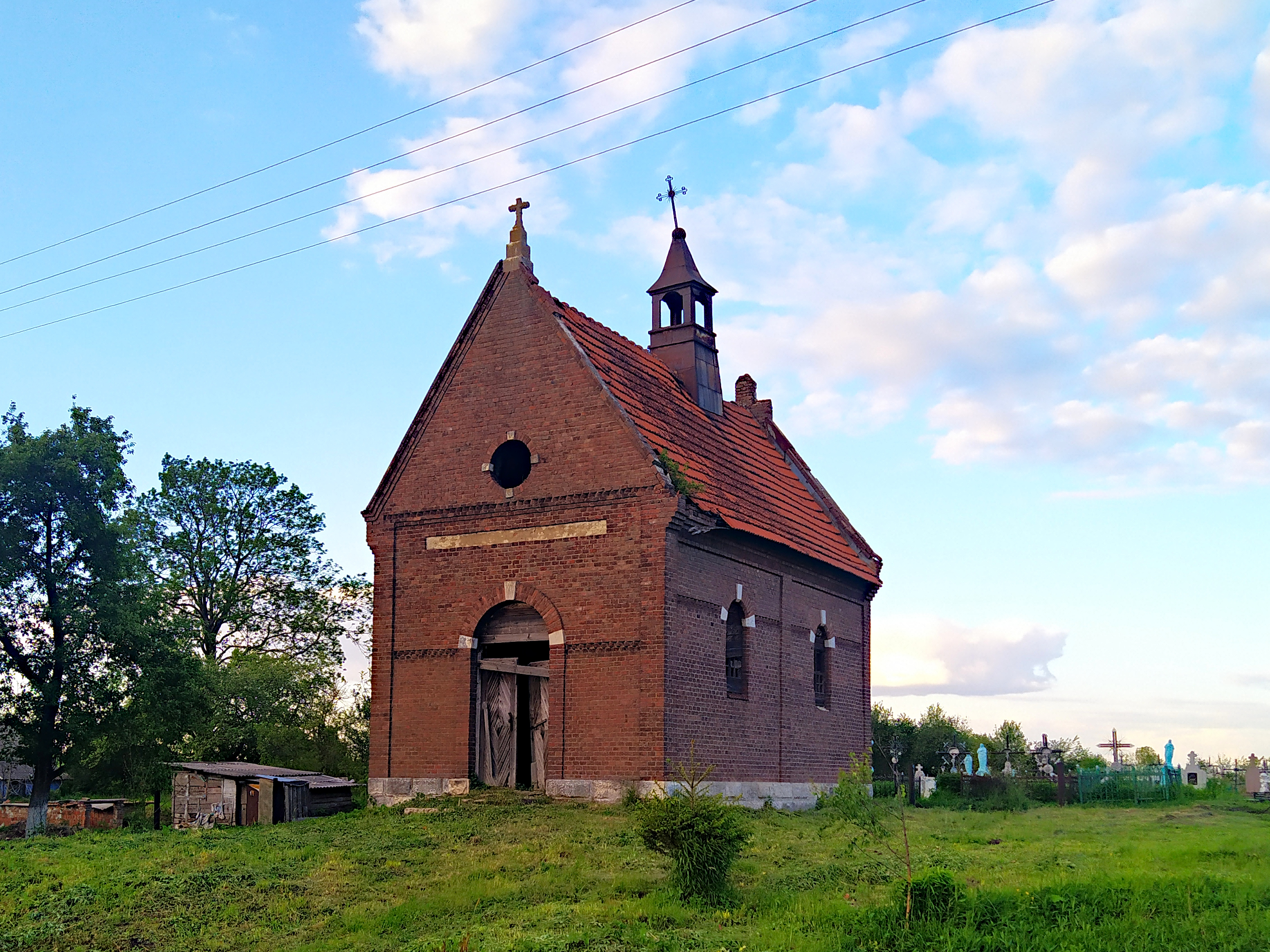
Костел Преподобної Діви Марії
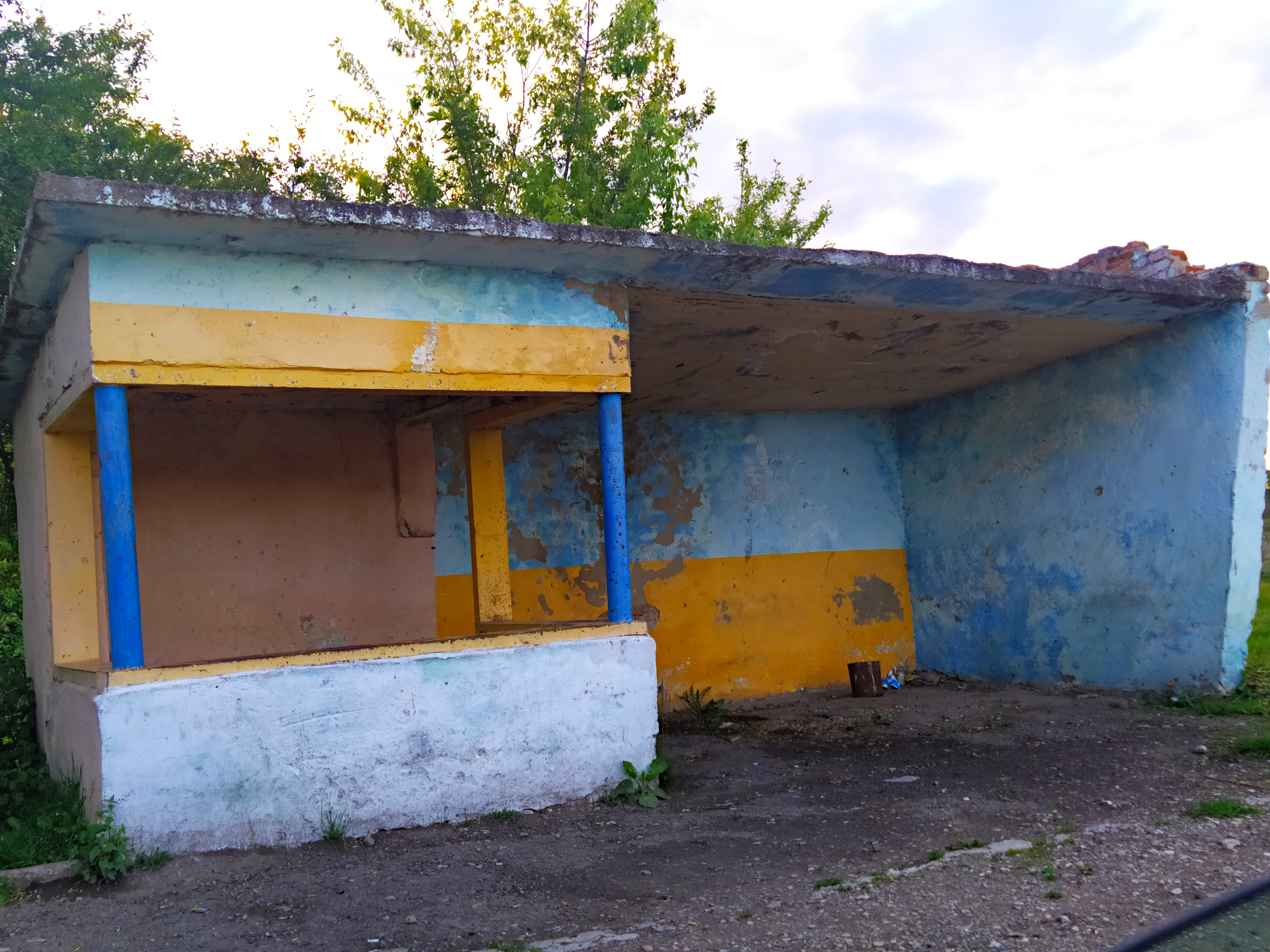
Автобусна зупинка